# Tôn Kim Minh
Tôn Kim Minh (tiếng Trung giản thể: 孙金明, bính âm Hán ngữ: Sūn Jīnmíng, sinh tháng 3 năm 1965, người Hán) là tướng lĩnh Quân Giải phóng Nhân dân Trung Quốc. Ông là Trung tướng Quân Giải phóng, Ủy viên dự khuyết Ủy ban Trung ương Đảng Cộng sản Trung Quốc khóa XX, hiện là Tham mưu trưởng Quân chủng Tên lửa. Ông từng là Tư lệnh của 2 căn cứ tên lửa gồm Căn cứ 64 và Căn cứ 69.
Tôn Kim Minh là đảng viên Đảng Cộng sản Trung Quốc. Ông có sự nghiệp 40 năm quân ngũ đều ở lực lượng pháo binh, tên lửa, từng công tác và lãnh đạo 3 căn cứ hỏa tiễn nằm ở Đông Bắc, Hoa Đông và Tây Bắc Trung Quốc.

## Sự nghiệp
Tôn Kim Minh sinh vào tháng 3 năm 1965 tại chuyên khu Thái Châu, nay là địa cấp thị thuộc tỉnh Giang Tô, Cộng hòa Nhân dân Trung Hoa. Ông lớn lên và tốt nghiệp cao trung ở Thái Châu, đến năm 1983 thì nhập ngũ Quân Giải phóng Nhân dân Trung Quốc, thuộc quân chủng Lục quân, phục vụ ở lực lượng pháo binh thuộc Quân đoàn Pháo binh số 2. Ông xuất phát điểm là một chiến sĩ, dần dần là Đại đội trưởng, Tiểu đoàn trưởng rồi là Lữ đoàn trưởng của 1 trong 40 lữ đoàn pháo binh. Những năm 2010, ông được bổ nhiệm làm Phó Tư lệnh Căn cứ Huấn luyện hiệp đồng chiến thuật của Quân đoàn Pháo binh số 2 tại Tĩnh Vũ, Cát Lâm, giữ vị trí này cho đến cuối năm 2014 khi đơn vị này được chuyển đổi thành Căn cứ 28 Quân chủng Tên lửa cùng thời điểm với việc Quân đoàn Pháo binh được nâng cấp thành Quân chủng Tên lửa Quân Giải phóng Nhân dân Trung Quốc. Đầu năm 2015, Tôn Kim Minh được điều chuyển làm Phó Tư lệnh Căn cứ 52 Quân đoàn Pháo binh số 2 ở Hoàng Sơn, An Huy, sau đó chuyển đơn vị này thuộc Quân chủng Tên lửa, ông được phong quân hàm Thiếu tướng Hỏa tiễn quân vào tháng 8 năm 2016. Vào tháng 4 năm 2017, khi Căn cứ 28 được chuyển đổi thành Căn cứ 69 Quân chủng Tên lửa, ông được điều trở lại đây làm Tư lệnh căn cứ này, được hơn 1 năm thì tiếp tục điều chuyển tới một căn cứ tên lửa khác, và lần này là đảm nhiệm vị trí Tư lệnh Căn cứ 64 Quân chủng Tên lửa ở Cam Túc và Thanh Hải.
Tháng 3 năm 2022, Tôn Kim Minh được điều lên trung ương, được bổ nhiệm làm Tham mưu trưởng Quân chủng Tên lửa Quân Giải phóng Nhân dân Trung Quốc, sĩ quan cấp phó chiến khu. Cuối năm 2022, ông được bầu là đại biểu dự Đại hội Đảng Cộng sản Trung Quốc lần thứ XX, từ đoàn Quân Giải phóng và Vũ cảnh. Trong quá trình bầu cử tại đại hội, ông tiếp tục được bầu là Ủy viên dự khuyết Ủy ban Trung ương Đảng Cộng sản Trung Quốc khóa XX.

## Lịch sử thụ phong quân hàm
| Quân hàm |             |             |  |  |  |  |  |  |  |  |  |
| Cấp bậc  | Thiếu tướng | Trung tướng |  |  |  |  |  |  |  |  |  |
|          |             |             |  |  |  |  |  |  |  |  |  |